# Gerard II (hrabia Jülich)
Gerard II (zm. w 1081) – hrabia w okręgu Jülich od 1029.

## Życiorys
Gerard był synem i następcą hrabiego w okręgu Jülich Gerarda I. Jego synem był kolejny hrabia Gerard III.